# Caicassavou
Caicassavou (Caicassa-Vou, Kaikasa Vou) ist eine osttimoresische Aldeia im Suco Guiço (Verwaltungsamt Loes, Gemeinde Liquiçá). 2015 lebten in der Aldeia 686 Menschen.

## Geographie
Caicassavou nimmt den gesamten Osten des Sucos Guiço ein. Die Aldeia bildet einen dünnen Streifen, der sich im Norden verbreitet. Westlich befinden sich die Aldeias Mau-Uno und Pandevou. Im Norden grenzt Caicassavou an die Sucos Maubaralissa und Gugleur, im Osten an den Suco Lissadila und im Süden an die Sucos Atabae (Gemeinde Bobonaro) und Aculau (Gemeinde Ermera). Die Grenze zu Bobonaro bildet der Fluss Lóis. Die Südostspitze von Caicassavou wird vom Rest der Aldeia abgetrennt durch einen fast trockenen Seitenarm des Gleno, der zum Lóis führt. An der Ostgrenze fließt der Dikasbata zum Gleno hin.
Der Hauptort Caicassavou liegt im Süden der Aldeia, wo sie eine Überlandstraße durchquert. Mehrere kleine Ortschaften befinden sich im nördlichen Bergland und am Ufer des Dikasbata.

## Politik
2023 wurde Nicolau dos Reis Gama zum Chefe de Aldeia gewählt.